# Seekopfbahn Zürs
Die Seekopfbahn in Zürs ist eine kuppelbare 4er-Hochgeschwindigkeits-Sesselbahn mit Sitzheizung und Abdeckhaube, erbaut im Jahr 1986 durch die Firma Doppelmayr. Sie führt mit einer Fahrzeit von ca. 6 Minuten und einer Geschwindigkeit von 5 Metern pro Sekunde von Zürs zum Zürser See. Die Seekopfbahn ersetzte 1986 den gleichnamigen 2er Sessellift, nachdem dieser für die Besucherzahlen nicht mehr ausreichend war. Dieser war mit Baujahr 1956 durch die Firma Girak erst die zweite Doppelsesselbahn in Österreich und die erste in Vorarlberg. Die heutige Anlage hat eine Streckenlänge von 1548 m und überwindet 514 Höhenmeter. Ihre Talstation (1698 m) liegt am nördlichen Ortsrand von Zürs, ihre Bergstation (2212 m) auf dem Seekopf etwas oberhalb des Zürser Sees.

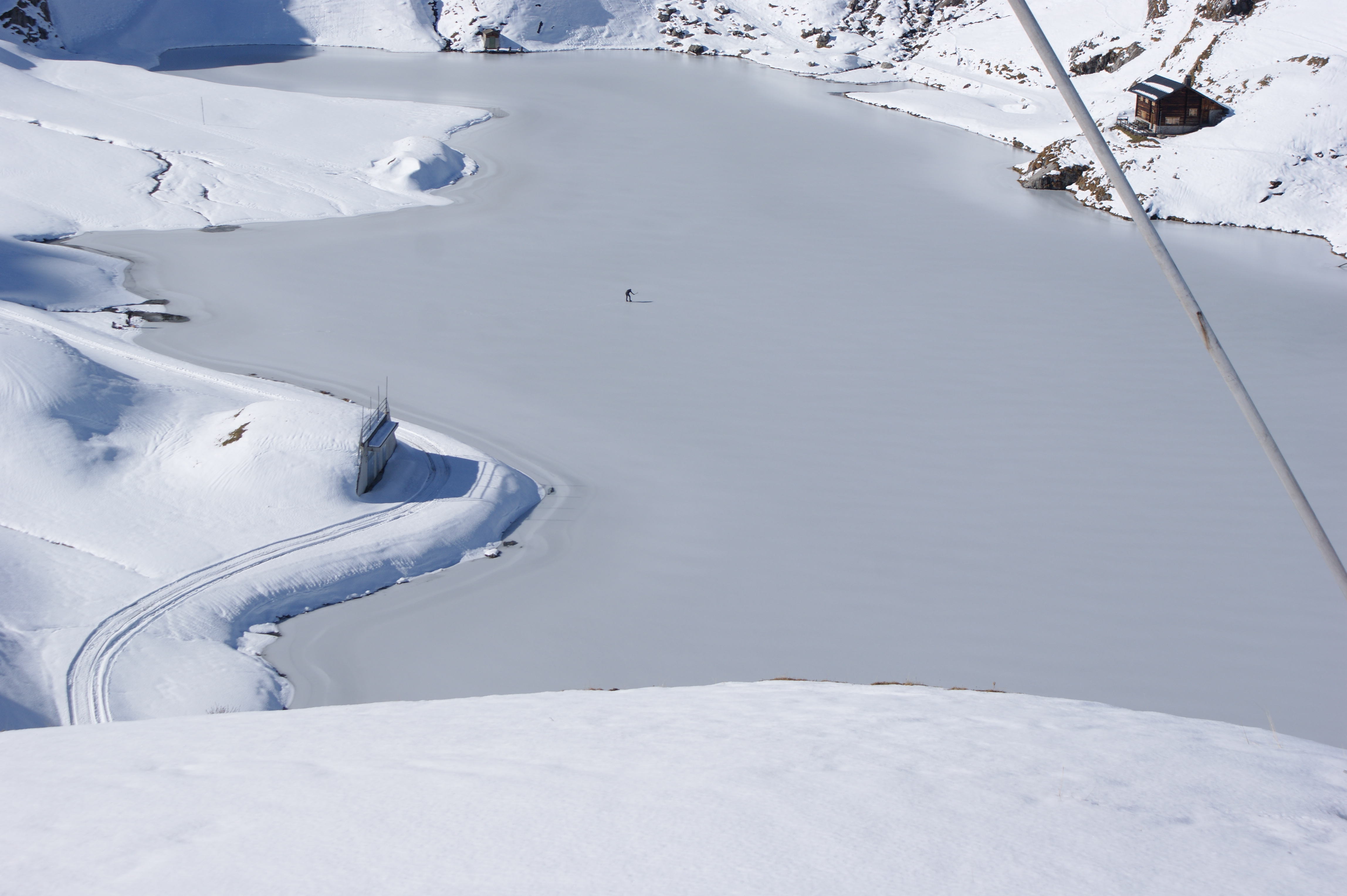
Blick auf den Zürser See

Bis zum Sommer 2020 war sie nur im Winter als in Betrieb. Als es mehr Nachfrage auch nach dem Sommersport gab, entschied man sich, die Seekopfbahn als vierte Bergbahn im Skigebiet Lech Zürs auch im Sommer zu nutzen.

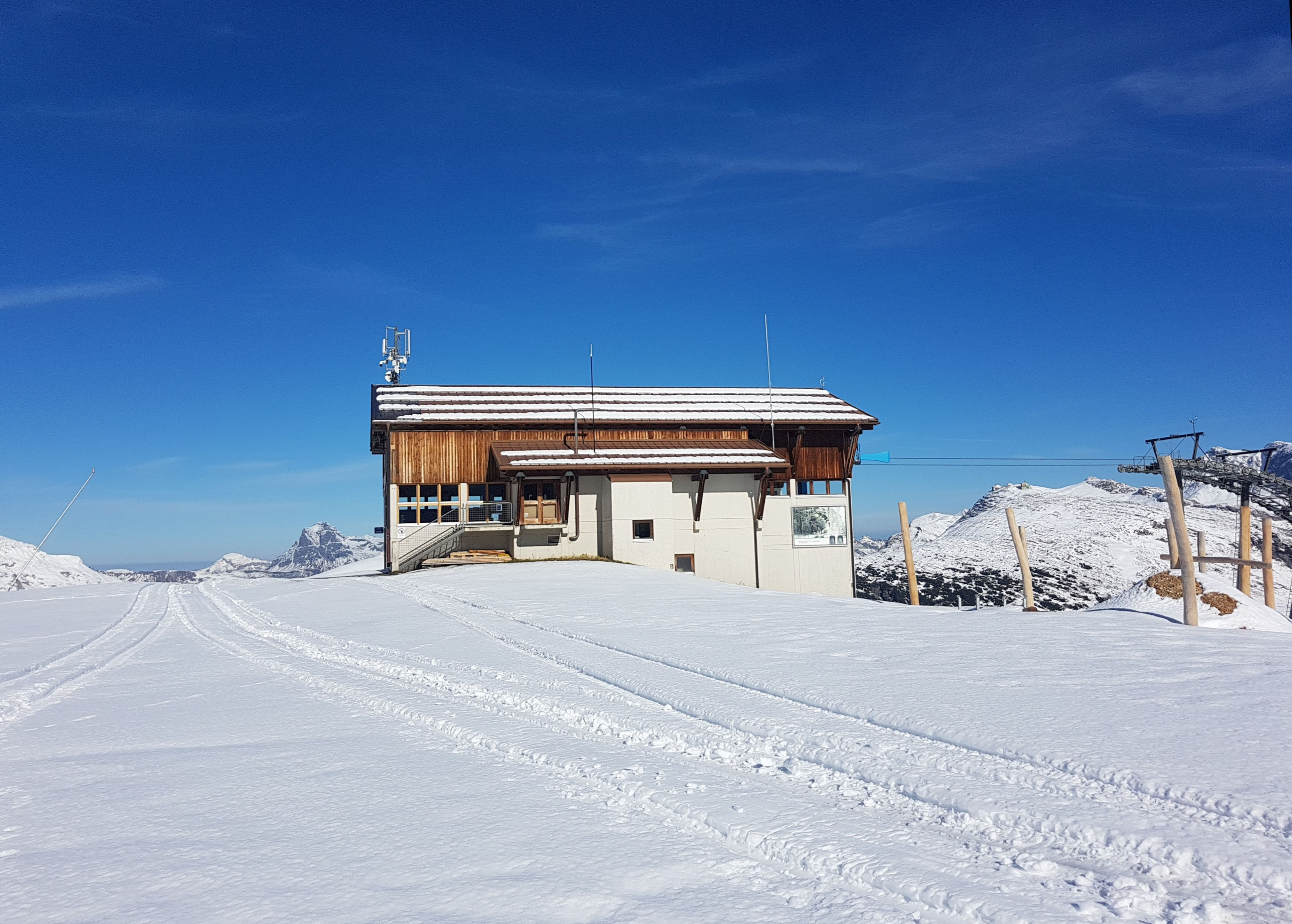
Seekopfbahn Bergstation